# 988 (numero)
Novecentottantotto (988) è il numero naturale dopo il 987 e prima del 989.

## Proprietà matematiche
- È un numero pari.
- È un numero composto con 12 divisori: 1, 2, 4, 13, 19, 26, 38, 52, 76, 247, 494, 988. Poiché la somma dei suoi divisori (escluso il numero stesso) è 972 < 988, è un numero difettivo.
- È la somma di quattro numeri primi consecutivi (239 + 241 + 251 + 257).
- È parte delle terne pitagoriche (315, 988, 1037), (384. 988, 1060), (741, 988, 1235), (988, 1275, 1613), (988, 3135, 3287), (988, 4641, 4745), (988, 6384, 6460), (988, 9360, 9412), (988, 12825, 12863), (988, 18759, 18785), (988, 61005, 61013),(988, 122016, 122020), (988, 244035, 244037).
- È un numero 37-gonale e 166-gonale.
- È un numero congruente.
- È un numero odioso.
- È un numero nontotiente.

## Astronomia
- 988 Appella è un asteroide della fascia principale del sistema solare.
- NGC 988 è una galassia spirale della costellazione della Balena.

## Astronautica
- Cosmos 988 è un satellite artificiale russo.